# Щепетлева
Щепетлево — деревня в Суземском районе Брянской области России. Входит в состав Алешковичского сельского поселения.

## География
Деревня находится в юго-восточной части Брянской области, в зоне хвойно-широколиственных лесов, в пределах западных склонов Среднерусской возвышенности, на правом берегу реки Тары, при автодороге 15Н-2411, на расстоянии примерно 9 километров (по прямой) к юго-востоку от Суземки, административного центра района. Абсолютная высота — 185 метров над уровнем моря.
В 1,5 километрах юго-западнее находится село Алешковичи, в 3 километрах северо-западнее находится деревня Шилинка.

### Климат
Климат умеренно континентальный с достаточным увлажнением. Среднегодовая многолетняя температура воздуха составляет 6,7 °С. Средняя температура воздуха летнего периода — 17,6 °C; зимнего периода — −4,4 °C. Безморозный период длится в среднем 149 дней. Продолжительность периода активной вегетации растений (со среднесуточной температурой воздуха выше 10 °C) составляет 148 дней. Среднегодовое количество атмосферных осадков составляет 637,2 мм, из которых большая часть выпадает в тёплый период. Устойчивый снежный покров держится в течение 116 дней.

### Часовой пояс
Деревня Щепетлево, как и вся Брянская область, находится в часовой зоне МСК (московское время). Смещение применяемого времени относительно UTC составляет +3:00.

## Население
Ко времени проведения третей ревизии в деревне числилось 265 д. м. п. (1), в 1782 году — 303 д. м. п. — 298 д. ж. п. крестьян и 1 д. м. п. — 4 д. ж. п. малороссиян (2), ко времени проведения 5 ревизии — 309 д. м. п. — 322 д. ж. п. крестьян, а малороссияне убыли (3).
| 2010 | 2013 |
| ---- | ---- |
| 155  | ↘140 |

### Национальный состав
Согласно результатам переписи 2002 года, в национальной структуре населения русские составляли 87 % из 222 чел.

## История
Упоминается с 1620-х годов в составе Чемлыжского стана Комарицкой волости. В 1638 — один из пунктов путешествия берестейского игумена Афанасия. Бывшее дворцовое владение, входила в приход села Алешковичи. До 1929 в Севском уезде (с 1861 в составе Алешковской волости, с 1924 в Суземской волости). До 1954 — центр Щепетлевского сельсовета. До 2011 действовала начальная школа. Максимальное число жителей 1770 человек (1926).